# Época Negócios
Época Negócios é uma revista mensal publicada pela Editora Globo, lançada em março de 2007 como uma extensão da revista Época. Seu objetivo é apresentar uma abordagem diferenciada do jornalismo econômico, voltada a profissionais, empreendedores e lideranças interessadas em inovação, impacto social e transformação organizacional. Desde sua criação, a publicação busca oferecer uma perspectiva atualizada sobre o ambiente de negócios, alinhada às exigências de um contexto digital, transparente e em constante transformação.

## Temas e abordagem editorial
A revista aborda temas que influenciam o futuro do setor empresarial, com destaque para a área de tecnologia. Entre os assuntos recorrentes estão open banking, biotecnologia, transformação dos ambientes de trabalho, inovação aberta e práticas de ESG (Environmental, Social and Governance), que englobam responsabilidade ambiental, social e governança corporativa. A linha editorial é caracterizada por análises aprofundadas e abordagem crítica, refletindo os desafios e oportunidades do cenário econômico contemporâneo.
A publicação também trata de temas relacionados à diversidade, inclusão e equidade, com reportagens sobre liderança feminina, representatividade da comunidade LGBTQI+ e enfrentamento ao racismo. Parte das pautas inicialmente apresentadas como tendências passaram a integrar a rotina de empresas em diferentes setores, reforçando a relevância editorial da revista.

## Capas de destaque
As capas da revista refletem seu foco em figuras influentes do cenário corporativo e tecnológico. A edição inaugural destacou Steve Jobs, fundador da Apple. Outras edições trouxeram nomes como Mark Zuckerberg (Meta), Eike Batista, André Esteves e Luiza Helena Trajano.

## Projetos especiais
Entre os projetos editoriais de maior relevância está o Época Negócios 360°, lançado em 2012 em parceria com a Fundação Dom Cabral. O ranking avalia empresas brasileiras com base em critérios como inovação, sustentabilidade, governança, desempenho financeiro e visão estratégica. Outro destaque é o especial GPTW – Great Place to Work, que reconhece as melhores empresas para se trabalhar, com foco em ambientes organizacionais saudáveis e produtivos.
A revista também publica o anuário Um Só Planeta, voltado à sustentabilidade, com reportagens sobre ações e estratégias ambientais adotadas por empresas no Brasil.

## Prêmios
Prêmio Vladimir Herzog
Prêmio Vladimir Herzog de Revista
| Ano  | Obra                         | Veículo de mídia    | Autor              | Resultado |
| ---- | ---------------------------- | ------------------- | ------------------ | --------- |
| 2015 | “Os filhos do Bolsa Família” | Época Negócios (SP) | Cristiane Barbieri | Venceu    |